# Ernst Leyser
Ernst Ludwig Leyser, född 10 september 1896 i Homburg, död 6 december 1973 i Bad Bergzabern, var en tysk nazistisk politiker och SS-Brigadeführer. Han var ställföreträdande Gauleiter för Gau Westmark och 1942–1943 generalkommissarie för Generalbezirk Shitomir i Reichskommissariat Ukraine.

## Biografi
Leyser stred i första världskriget och blev i krigets slutskede gasförgiftad. År 1920 blev Leyser medlem i Nationalsocialistiska tyska arbetarepartiet (NSDAP). Under hela 1920-talet var han anställd av Deutsche Reichsbahn. Från 1927 till 1945 var han, med en kort avbrott år 1930, ställföreträdande Gauleiter för Gau Westmark med säte i Neustadt. År 1932 var Leyser för en kort tid ordförande för andra kammaren i Oberstes Parteigericht der NSDAP, Tredje rikets högsta rättsinstans. Från 1932 till 1933 var han ledamot av bayerska lantdagen och mellan 1933 och 1945 ledamot av tyska riksdagen. År 1935 inträdde Leyser i Schutzstaffel (SS) med tjänstegraden Standartenführer.

### Operation Barbarossa
Den 22 juni 1941 inledde Tyskland Operation Barbarossa genom att anfalla sin tidigare bundsförvant Sovjetunionen. Den 28 oktober året därpå efterträdde Leyser Kurt Klemm som till generalkommissarie för Generalbezirk Shitomir ("Generaldistrikt Zjytomyr) i Rikskommissariatet Ukraina. Leyser var på denna post underordnad rikskommissarie Erich Koch. Leysers ämbetsområde innefattade arton Kreisgebiete: Berditschew, Bragin, Chmelnik, Gaissin, Hegewald, Kasatin, Korosten, Korostyschew, Monastyrischtsche, Mosyr, Nemirow, Olewsk, Owrutsch, Petrikow, Retschiza, Shitomir, Winniza och Zwiahel. I egenskap av generalkommissarie var Leyser ansvarig för förföljelsen av och massmordet på den judiska befolkningen i Generalbezirk Shitomir. Leyser avgick från sin post den 30 oktober 1943 på grund av sjukdom.

## Befordringshistorik i SS
| Datum                                                 | Tjänstegrad                                            |
| ----------------------------------------------------- | ------------------------------------------------------ |
| 22 januari 1935 (med verkan från den 1 januari 1935)  | Standartenführer (inträdde i SS med denna tjänstegrad) |
| 9 november 1936                                       | Oberführer                                             |
| 4 februari 1942 (med verkan från den 30 januari 1942) | Brigadeführer                                          |